# 28 هـ
28 هـ هي سنة في التقويم الهجري امتدت مقابلتاً في التقويم الميلادي بين سنتي 648 و649.

## أحداث
- زواج نائلة بنت الفرافصة وعثمان بن عفان. وكانت مسيحية فأسلمت قبل أن يدخل بها.
- بنى عثمان الزوراء.
- فتح قبرص على يد معاوية، وقيل : سنة تسع وعشرين، وقيل سنة ثلاث وثلاثين
- فتح أذربيجان

## مواليد
- أم هاشم بنت هاشم والدة الخليفة الأموي معاوية بن يزيد.
- ليلى العامرية

## وفيات
- أم حرام بنت ملحان
- أم حرام مليكة بنت ملحان الأنصارية، ألقتها بغلتها بجزيرة قبرص فاندقت عنقها فماتت، تصديقا للنبي - صلى الله عليه وسلم -، حيث أخبرها أنها في أول من يغزو في البحر.